# Стадіон Гурника (Ленчна)
«Міський стадіон Гурника Ленчна» (пол. Stadion Górnika Łęczna) — футбольний стадіон у місті Ленчна, Польща, домашня арена місцевого футбольного клубу «Гурник».
Стадіон побудований та відкритий 2003 року. У 2005 році реконструйований, в результаті чого було встановлено систему обігріву поля.
Дві бокові трибуни арени накриті дахом. Окремо виділені місця VIP-зони та преси. На території стадіону розташована спортивна зала, яка використовується клубом для тренувань з фізичної підготовки. 
Арена є одним із домашніх стадіонів «Гурника». Від сезону Екстракляси 2016—2017 років основна команда клубу домашні матчі приймає на «Арені Люблін», а міський стадіон залишається домашньою ареною для молодіжної, юніорської та жіночої команд. Також стадіон використовується як тренувальне поле та резервного стадіону основною командою «Гурника».